# ديريك لورد
ديريك لورد (بالإنجليزية: Derek Lord)‏ هو ممثل بريطاني، ولد في 23 أبريل 1947 في المملكة المتحدة.

## وصلات خارجية
- ديريك لورد على موقع IMDb (الإنجليزية)
- ديريك لورد على موقع قاعدة بيانات الفيلم (الإنجليزية)